# Trachea eugrapha
Trachea eugrapha là một loài bướm đêm trong họ Noctuidae.